# Junghuhnia aurantilaeta
Junghuhnia aurantilaeta är en svampart som först beskrevs av Corner, och fick sitt nu gällande namn av Spirin 2007. Junghuhnia aurantilaeta ingår i släktet Junghuhnia och familjen Meruliaceae.   Inga underarter finns listade i Catalogue of Life.